# Jerry Chambers
Jerome Purcell "Jerry" Chambers (Washington D. C., 18 de julio de 1943) es un exjugador de baloncesto estadounidense que disputó 4 temporadas en la NBA y otras dos en la ABA. Con 1,96 metros de estatura, jugaba en la posición de alero.

## Trayectoria deportiva

### Universidad

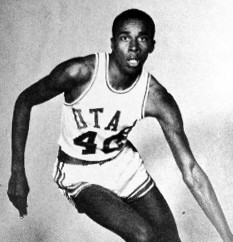
Chambers con Utah Utes en 1966.

Tras pasar por el pequeño Junior College de Trinidad, jugó durante dos temporadas con los Utes de la Universidad de Utah, en las que promedió 24,6 puntos y 11,2 rebotes por partido. En 1965 fue incluido en el segundo mejor quinteto de la Western Athletic Conference, y al año siguiente en el primero. En esa última temporada el equipo llegó a la Final Four, donde a pesar de acabar en la cuarta posición, Chambers batió el récord de anotación en este tipo de finales a cuatro partidos, al anotar 143 puntos en total, por lo que fue elegido Mejor Jugador del Torneo de la NCAA.

### Profesional
Fue elegido en la séptima posición del 1966 por Los Angeles Lakers, donde jugó una única temporada, promediando 7,5 puntos y 3,0 rebotes por partido. Al año siguiente fue traspasado a Philadelphia 76ers junto con Darrall Imhoff y Archie Clark a cambio de Wilt Chamberlain, pero no llegó a debutar con los Sixers, ya que nuevamente traspasado a Phoenix Suns, a cambio de George Wilson.
En Phoenix jugó una única temporada, donde no quedaron convencidos de su juego, al promediar 8,3 puntos y 2,8 rebotes, siendo incluido en el draft de expansión, donde fue elegido por Portland Trail Blazers, quienes a su vez lo enviaron a Atlanta Hawks a cambio de Gary Gregor. Tras una única temporada con los Hawks, se ve de nuevo involucrado en un traspaso, el que mandaría a él mismo y Walt Hazzard a Buffalo Braves a cambio de Herm Gilliam y Don May. Tampoco tuvo fortuna en su nuevo equipo, ya que apenas disputó 26 partidos en los que promedió 6,8 puntos y 2,6 rebotes.
Tras su fallida experiencia en la NBA decidió seguir su carrera en la liga rival, la ABA, jugando sus dos últimas campañas como profesional en los San Diego Conquistadors y los San Antonio Spurs. En el total de su carrera promedió 8,3 puntos y 3,2 rebotes por noche.

## Estadísticas de su carrera en la NBA

### Temporada regular
| Temporada | Edad | Equipo     | Liga  | P   | TIT | MIN  | TC  | TCA  | %TC  | 3P  | 3PA | %3P  | TL  | TLA | %TL  | R.OF. | R.DEF. | REB | ASIS | ROB | TAP | PER | FP  | PTS  |
| 1966-67   | 23   | L.A.Lakers | NBA   | 69  |     | 14.7 | 3.2 | 7.2  | .452 |     |     |      | 1.0 | 1.3 | .731 |       |        | 3.0 | 0.6  |     |     |     | 2.1 | 7.5  |
| 1969-70   | 26   | Phoenix    | NBA   | 79  |     | 14.4 | 3.6 | 8.3  | .430 |     |     |      | 1.2 | 1.6 | .728 |       |        | 2.8 | 0.7  |     |     |     | 2.1 | 8.3  |
| 1970-71   | 27   | Atlanta    | NBA   | 65  |     | 18.0 | 3.6 | 8.1  | .451 |     |     |      | 1.6 | 2.1 | .791 |       |        | 3.8 | 0.9  |     |     |     | 1.8 | 8.9  |
| 1971-72   | 28   | Buffalo    | NBA   | 26  |     | 14.2 | 3.0 | 6.9  | .433 |     |     |      | 0.8 | 1.2 | .688 |       |        | 2.6 | 0.9  |     |     |     | 1.5 | 6.8  |
| 1972-73   | 29   | S.Diego    | ABA   | 43  |     | 20.6 | 4.6 | 10.9 | .425 | 0.0 | 0.2 | .200 | 2.6 | 3.0 | .862 | 1.9   | 2.5    | 4.4 | 1.1  |     |     | 1.3 | 2.4 | 11.9 |
| 1973-74   | 30   | S.Antonio  | ABA   | 38  |     | 15.2 | 2.5 | 5.4  | .456 | 0.0 | 0.0 |      | 0.9 | 1.3 | .750 | 1.0   | 1.7    | 2.7 | 1.1  | 0.3 | 0.1 | 0.7 | 1.9 | 5.9  |
| Total     |      |            | TOTAL | 320 |     | 16.1 | 3.5 | 7.9  | .440 | 0.0 | 0.1 | .200 | 1.4 | 1.8 | .774 | 1.5   | 2.1    | 3.2 | 0.8  | 0.3 | 0.1 | 1.0 | 2.0 | 8.3  |
|           |      |            | NBA   | 239 |     | 15.4 | 3.4 | 7.8  | .442 |     |     |      | 1.2 | 1.6 | .747 |       |        | 3.1 | 0.8  |     |     |     | 1.9 | 8.1  |
|           |      |            | ABA   | 81  |     | 18.1 | 3.6 | 8.3  | .435 | 0.0 | 0.1 | .200 | 1.8 | 2.2 | .831 | 1.5   | 2.1    | 3.6 | 1.1  | 0.3 | 0.1 | 1.0 | 2.2 | 9.1  |

### Playoffs
| Temporada | Edad | Equipo     | Liga | P  | MIN | TCA | TC | 3PA | 3P | TLA | TL | R.OF. | REB | ASIS | ROB | TAP | PER | FP | PTS | %TC  | %3P | %FT   | MIN  | PTS  | REB | AST |
| 1966-67   | 23   | L.A.Lakers | NBA  | 3  | 44  | 12  | 23 |     |    | 7   | 7  |       | 8   | 1    |     |     |     | 7  | 31  | .522 |     | 1.000 | 14.7 | 10.3 | 2.7 | 0.3 |
| 1969-70   | 26   | Phoenix    | NBA  | 7  | 73  | 14  | 37 |     |    | 5   | 8  |       | 17  | 7    |     |     |     | 6  | 33  | .378 |     | .625  | 10.4 | 4.7  | 2.4 | 1.0 |
| 1970-71   | 27   | Atlanta    | NBA  | 4  | 22  | 3   | 9  |     |    | 1   | 2  |       | 5   | 0    |     |     |     | 4  | 7   | .333 |     | .500  | 5.5  | 1.8  | 1.3 | 0.0 |
| Total     |      |            | NBA  | 14 | 139 | 29  | 69 |     |    | 13  | 17 |       | 30  | 8    |     |     |     | 17 | 71  | .420 |     | .765  | 9.9  | 5.1  | 2.1 | 0.6 |